# U-402 (tàu ngầm Đức)
U-402 là một tàu ngầm tấn công  Lớp Type VII thuộc phân lớp Type VIIC được Hải quân Đức Quốc Xã chế tạo trong Chiến tranh Thế giới thứ hai. Nhập biên chế năm 1941, nó đã thực hiện được tám chuyến tuần tra, đánh chìm được tổng cộng 14 tàu buôn và một tàu chiến phụ trợ với tổng tải trọng 71.036 GRT, đồng thời gây hư hại cho ba tàu buôn khác có tổng tải trọng 28.682 GRT; Thiếu tá Siegfried Freiherr von Forstner, hạm trưởng U-402, được tặng thưởng Huân chương Chữ thập sắt Hiệp sĩ do thành tích xuất sắc này. Trong chuyến tuần tra cuối cùng, U-402 bị một máy bay ném bom-ngư lôi TBF Avenger xuất phát từ tàu sân bay hộ tống USS Card đánh chìm trong Đại Tây Dương vào ngày 13 tháng 10, 1943.

## Thiết kế và chế tạo

### Thiết kế

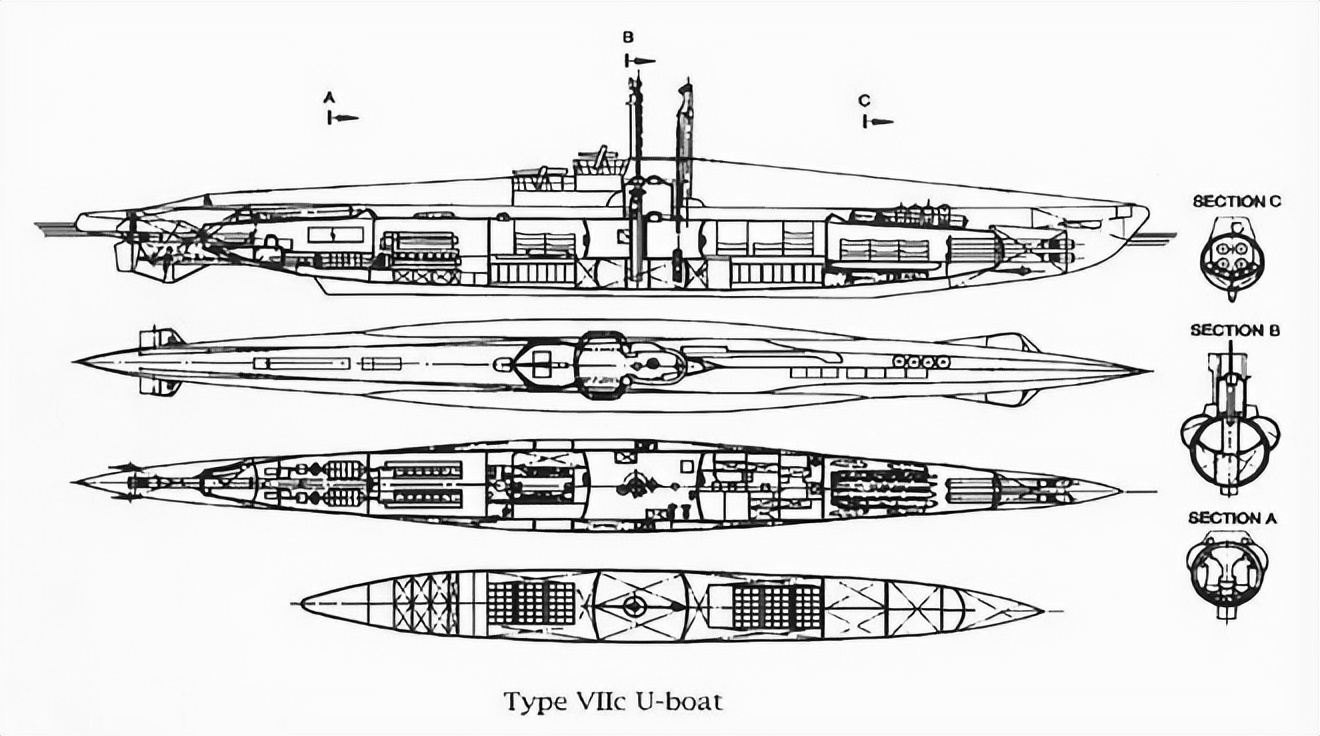
Sơ đồ các mặt cắt một tàu ngầm Type VIIC

Phân lớp VIIC của Tàu ngầm Type VII là một phiên bản VIIB được kéo dài thêm. Chúng có trọng lượng choán nước 769 t (757 tấn Anh) khi nổi và 871 t (857 tấn Anh) khi lặn). Con tàu có chiều dài chung 67,10 m (220 ft 2 in), lớp vỏ trong chịu áp lực dài 50,50 m (165 ft 8 in), mạn tàu rộng 6,20 m (20 ft 4 in), chiều cao 9,60 m (31 ft 6 in) và mớn nước 4,74 m (15 ft 7 in).
Chúng trang bị hai động cơ diesel Germaniawerft F46 siêu tăng áp 6-xy lanh 4 thì, tổng công suất 2.800–3.200 PS (2.100–2.400 kW; 2.800–3.200 bhp), dẫn động hai trục chân vịt đường kính 1,23 m (4,0 ft), cho phép đạt tốc độ tối đa 17,7 kn (32,8 km/h), và tầm hoạt động tối đa 8.500 nmi (15.700 km) khi đi tốc độ đường trường 10 kn (19 km/h). Khi đi ngầm dưới nước, chúng sử dụng hai động cơ/máy phát điện Garbe, Lahmeyer & Co. RP 137/c  tổng công suất 750 PS (550 kW; 740 shp). Tốc độ tối đa khi lặn là 7,6 kn (14,1 km/h), và tầm hoạt động 80 nmi (150 km) ở tốc độ 4 kn (7,4 km/h). Con tàu có khả năng lặn sâu đến 230 m (750 ft).
Vũ khí trang bị có năm ống phóng ngư lôi 53,3 cm (21 in), bao gồm bốn ống trước mũi và một ống phía đuôi, và mang theo tổng cộng 14 quả ngư lôi, hoặc tối đa 22 quả thủy lôi TMA, hoặc 33 quả TMB. Tàu ngầm Type VIIC bố trí một hải pháo 8,8 cm SK C/35 cùng một pháo phòng không 2 cm (0,79 in) trên boong tàu. Thủy thủ đoàn bao gồm 4 sĩ quan và 40-56 thủy thủ.

### Chế tạo
U-402 được đặt hàng vào ngày 23 tháng 9, 1939, và được đặt lườn tại xưởng tàu Danziger Werft ở Danzig (nay là Gdańsk thuộc Ba Lan) vào ngày 22 tháng 4, 1940. Nó được hạ thủy vào ngày 28 tháng 12, 1940, và nhập biên chế cùng Hải quân Đức Quốc Xã vào ngày 21 tháng 5, 1941 dưới quyền chỉ huy của Hạm trưởng, Đại úy Hải quân Siegfried Freiherr von Forstner.

## Lịch sử hoạt động

### 1941
Sau khi hoàn tất việc huấn luyện trong thành phần Chi hạm đội U-boat 3, U-402 tiếp tục phục vụ trên tuyến đầu cùng đơn vị này cho đến hết quãng đời hoạt động.

#### Chuyến tuần tra thứ nhất
Khởi hành từ cảng Kiel, Đức vào ngày 26 tháng 10, 1941 cho chuyến tuần tra đầu tiên trong chiến tranh, U-402 đi dọc theo bờ biển Na Uy trước khi băng qua khe GIUK giữa các quần đảo Shetland và Faroe để vòng qua quần đảo Anh, và hoạt động tại khu vực giữa Bắc Đại Tây Dương. Nó không đánh chìm được mục tiêu nào, và kết thúc chuyến tuần tra khi đi đến cảng St. Nazaire bên bờ Đại Tây Dương của Pháp đã bị Đức chiếm đóng, đến nơi vào ngày 9 tháng 12.

### 1942

#### Chuyến tuần tra thứ hai
U-402 xuất phát từ cảng St. Nazaire vào ngày 11 tháng 1, 1942 cho chuyến tuần tra thứ hai, và đã hoạt động trong Đại Tây Dương ở lối ra vào phía Tây của eo biển Gibraltar. Trong vịnh Biscay vào ngày 16 tháng 1, nó đã phóng ngư lôi tấn công Đoàn tàu WS-15, đánh trúng chiếc tàu chở quân Anh Llangibby Castle 11.951 GRT. Mặc dù bị hỏng bánh lái, con tàu Anh vẫn di chuyển được với tốc độ 9 kn (17 km/h) và đến được Horta, Azores, nơi nó được sửa chữa. U-402 quay trở về St. Nazaire vào ngày 11 tháng 2.

#### Chuyến tuần tra thứ ba
Tiếp tục khởi hành từ cảng St. Nazaire vào ngày 26 tháng 3 cho chuyến tuần tra thứ ba, U-402 băng qua suốt Đại Tây Dương để hoạt động tại vùng biển ngoài khơi Đông Nam Hoa Kỳ. Trên đường đi nó đã phóng ngư lôi đánh chìm chiếc tàu buôn Anh Empire Progress 5.249 GRT, vốn bị rơi lại phía sau Đoàn tàu ON-80, vào ngày 13 tháng 4. Đến ngày 29 tháng 4, nó bị một thủy phi cơ PBY Catalina thuộc Liên đội VP-84 Hải quân Hoa Kỳ phát hiện qua radar và thả bốn quả mìn sâu tấn công ở vị trí 20 nmi (37 km) về phía Nam mũi Lookout. Chiếc tàu ngầm đã thoát được màkhôgn bị hư hại.
Sang ngày hôm sau 30 tháng 4, chiếc tàu ngầm đã đánh chìm tàu chở hàng Liên Xô SS Ashkhabad 5.284 GRT ở vị trí khoảng 18 nmi (33 km) về phía Nam mũi Lookout; rồi đến ngày 2 tháng 5 lại tiếp tục đánh chìm thuyền buồm tuần tra USS Cythera 602 GRT của Hải quân Hoa Kỳ ở vị trí khoảng 115 nmi (213 km) về phía Đông mũi Fear.  U-402 quay trở về cảng St. Nazaire vào ngày 20 tháng 5.

#### Chuyến tuần tra thứ tư
Trong chuyến tuần tra tiếp theo diễn ra từ ngày 16 tháng 6 đến ngày 5 tháng 8, U-402 lại băng qua Đại Tây Dương để hoạt động dọc theo vùng bờ Đông Hoa Kỳ. Tuy nhiên nó không đánh chìm thêm được mục tiêu nào, mà lại bị máy bay tuần tra đối phương thả mìn sâu tấn công ngoài khơi mũi Hatteras vào giữa tháng 7, và bị nổ ắc-quy. U-402 kết thúc chuyến tuần tra khi đi đến cảng La Pallice tại La Rochelle, cùng bên bờ Đại Tây Dương của Pháp.

#### Chuyến tuần tra thứ năm
U-402 thực hiện chuyến tuần tra thứ năm từ ngày 4 tháng 10 đến ngày 20 tháng 11, khi nó chuyển sang hoạt động tại vùng biển Bắc Đại Tây Dương về phía Đông Newfoundland, Canada. Chỉ trong ngày 2 tháng 11, ở vị trí khoảng 500 nmi (930 km) về phía Đông đảo Belle, nó tấn công Đoàn tàu SC-107, đánh chìm được các tàu buôn Anh Dalcroy 4.558 GRT, Empire Antelope 4.945 GRT, Empire Leopard 5.676 GRT, và tàu buôn Hy Lạp Rinos 4.649 GRT, đồng thời gây hư hại cho chiếc Empire Sunrise 7.459 GRT; Empire Sunrise bị tàu ngầm U-84 đánh chìm chỉ ba giờ sau đó.

### 1943

#### Chuyến tuần tra thứ sáu
Hoạt động tại vùng biển Bắc Đại Tây Dương về phía Tây Ireland (Khu vực Tiếp cận phía Tây) trong chuyến tuần tra thứ sáu từ ngày 14 tháng 1 đến ngày 23 tháng 2, U-402 có chuyến tuần tra thành công nhất với bảy tàu buôn tổng tải trọng 41.718 GRT bị đánh chìm hay hư hại. Vào ngày 7 tháng 2, nó tấn công Đoàn tàu SC-118 ở vị trí khoảng 650 nmi (1.200 km) về phía Tây Malin Head, Ireland, đánh chìm các tàu chở dầu Anh Afrika 8.597 GRT, tàu buôn Anh Toward 1.571 GRT, tàu chở quân Hoa Kỳ USS Henry R. Mallory 6.063 GRT, tàu buôn Hy Lạp Kalliopi 4.965 GRT, và tàu chở dầu Hoa Kỳ Robert E. Hopkins 6.625 GRT, đồng thời gây hư hại cho tàu chở dầu Na Uy Daghild 9.272 GRT. Sang ngày hôm sau, U-402 lại phóng ngư lôi đánh chìm chiếc tàu buôn Anh Newton Ash 4.625 GRT, cùng thuộc Đoàn tàu SC-118, ở vị trí về phía Nam Iceland.
Đại úy von Forstner hạm trưởng của U-402 được tặng thưởng Huân chương Chữ thập Sắt Hiệp sĩ và được thăng hàm Thiếu tá Hải quân sau chuyến tuần tra này.

#### Chuyến tuần tra thứ bảy
U-402 lại lên đường từ La Pallice vào ngày 21 tháng 4 cho chuyến tuần tra thứ bảy, và tiếp tục hoạt động tại vùng biển giữa Đại Tây Dương. Vào ngày 11 tháng 5, nó tấn công Đoàn tàu SC-129 ở vị trí khoảng 300 nmi (560 km) về phía Tây Bắc quần đảo Azores, đánh chìm các tàu buôn Anh Antigone 4.545 GRT, và tàu buôn Na Uy Grado 3.082 GRT. Tàu corvette Anh HMS Gentian, trong thành phần hộ tống cho đoàn tàu vận tải, đã thả mìn sâu phản công, khiến U-402 bị hư hại nặng bao gồm một vết rách dài 3 mét trên một thùng dằn. Chiếc U-boat buộc phải kết thúc chuyến tuần tra vàquay trở về La Pallice vào ngày 26 tháng 5.

#### Chuyến tuần tra thứ tám – Bị mất
U-402 khởi hành từ La Pallice vào ngày 4 tháng 9 cho chuyến tuần tra thứ tám, cũng là chuyến cuối cùng, để tiếp tục hoạt động trong khu vực giữa Bắc Đại Tây Dương.
Trên đường đi trong vịnh Biscay vào ngày 7 tháng 9, một máy bay ném bom Vickers Wellington thuộc Liên đội 172 Không quân Hoàng gia Anh (RAF) phát hiện chiếc tàu ngầm qua radar nên thả sáu quả mìn sâu tấn công lúc 23 giờ 03 phút. Chỉ mười phút sau đó một chiếc Wellington thứ hai cùng thuộc Liên đội 172 RAF trang bị đèn Leigh tiếp tục tấn công, nhưng hỏa lực phòng không của U-402 đã bắn rơi đối phương. Chiếc tàu ngầm trải qua cả hai đợt tấn công mà không bị hư hại. Sang sáng ngày hôm sau 8 tháng 9, thêm một chiếc Wellington thuộc Liên đội 612 RAF lại phát hiện U-402 qua radar lúc 06 giờ 18 phút, và đã thả sáu quả mìn sâu tấn công. Tuy nhiên khẩu pháo trước mũi của chiếc máy bay bị kẹt đạn, và nó bị hỏa lực phòng không bắn trúng nhiều chỗ. Một lần nữa chiếc U-boat thoát được mà không bị hư hại, còn chiếc Wellington quay trở về được căn cứ chỉ với một động cơ sau khi phải phóng bỏ nhiều trang bị để giảm bớt trọng lượng.
Vào ngày 1 tháng 10, U-402 bị một máy bay ném bom Lockheed Ventura thuộc Liên đội Tuần tra Ném bom VB-128 Hoa Kỳ tấn công, nhưng không bị hư hại. Đến ngày 13 tháng 10, trong Đại Tây Dương ở vị trí về phía Bắc quần đảo Azores, một máy bay ném bom-ngư lôi TBF Avenger xuất phát từ tàu sân bay hộ tống USS Card đã thả một quả ngư lôi FIDO Mark 24 dò âm tấn công, đánh chìm U-402 tại tọa độ 48°56′B 29°41′T / 48,933°B 29,683°T. Toàn bộ 50 thành viên thủy thủ đoàn trên tàu đều tử trận.

### "Bầy sói" tham gia
U-402 từng tham gia mười hai bầy sói:
- Störtebecker (17 – 19 tháng 11, 1941)
- Benecke (19 – 25 tháng 11, 1941)
- Letzte Ritter (25 tháng 11 – 4 tháng 12, 1941)
- Panther (10 – 20 tháng 10, 1942)
- Veilchen (20 tháng 10 – 5 tháng 11, 1942)
- Landsknecht (19 – 28 tháng 1, 1943)
- Pfeil (1 – 8 tháng 2, 1943)
- Amsel 1 (3 – 6 tháng 5, 1943)
- Elbe (7 – 10 tháng 5, 1943)
- Elbe 2 (10 – 12 tháng 5, 1943)
- Leuthen (15 – 24 tháng 9, 1943)
- Rossbach (24 tháng 9 – 6 tháng 10, 1943)

### Tóm tắt chiến công
U-402 đã đánh chìm được tổng cộng 14 tàu buôn và một tàu chiến phụ trợ với tổng tải trọng 71.036 GRT, đồng thời gây hư hại cho ba tàu buôn khác có tổng tải trọng 28.682 GRT:
| Ngày             | Tên tàu              | Quốc tịch       | Tải trọng | Số phận      |
| ---------------- | -------------------- | --------------- | --------- | ------------ |
| 16 tháng 5, 1941 | Llangibby Castle     | United Kingdom  | 11.951    | Bị hư hại    |
| 13 tháng 4, 1942 | Empire Progress      | United Kingdom  | 5.249     | Bị đánh chìm |
| 30 tháng 4, 1942 | Ashkhabad            | Soviet Union    | 5.284     | Bị đánh chìm |
| 2 tháng 5, 1942  | USS Cythera          | Hải quân Hoa Kỳ | 602       | Bị đánh chìm |
| 2 tháng 11, 1942 | Dalcroy              | United Kingdom  | 4.558     | Bị đánh chìm |
| 2 tháng 11, 1942 | Empire Antelope      | United Kingdom  | 4.945     | Bị đánh chìm |
| 2 tháng 11, 1942 | Empire Leopard       | United Kingdom  | 5.676     | Bị đánh chìm |
| 2 tháng 11, 1942 | Empire Sunrise       | United Kingdom  | 7.459     | Bị hư hại    |
| 2 tháng 11, 1942 | Rinos                | Greece          | 4.649     | Bị đánh chìm |
| 7 tháng 2, 1943  | Afrika               | United Kingdom  | 8.597     | Bị đánh chìm |
| 7 tháng 2, 1943  | Daghild              | Norway          | 9.272     | Bị hư hại    |
| 7 tháng 2, 1943  | USS Henry R. Mallory | Hải quân Hoa Kỳ | 6.063     | Bị đánh chìm |
| 7 tháng 2, 1943  | Kalliopi             | Greece          | 4.965     | Bị đánh chìm |
| 7 tháng 2, 1943  | Robert E. Hopkins    | United States   | 6.625     | Bị đánh chìm |
| 7 tháng 2, 1943  | Toward               | United Kingdom  | 1.571     | Bị đánh chìm |
| 8 tháng 2, 1943  | Newton Ash           | United Kingdom  | 4.625     | Bị đánh chìm |
| 11 tháng 5, 1943 | Antigone             | United Kingdom  | 4.545     | Bị đánh chìm |
| 11 tháng 5, 1943 | Grado                | Norway          | 3.082     | Bị đánh chìm |